# John Marston (dramaturg)
John Marston (ur. 7 października 1567, zm. 25 czerwca 1634) – angielski poeta i dramaturg.

## Życie
Urodził się w hrabstwie Oxford w 1576 roku. Ukończył studia w Brasenose College w Oxfordzie, a następnie prawo w Middle Temple w Londynie. Wraz z Dekkerem występował w wojnie teatrów przeciw Jonsonowi. Później pogodził się z Jonsonem i wspólnie z nim i Chapmanem napisał żywą komedię Eastward Hoǃ (Hej na wschódǃ, 1605). Zadebiutował na scenie w 1598. Jego wczesne sztuki Antonio and Mellida (1599) i Antonio's Revange (Zemsta Antonia) to tragedie intrygi miłosnej i politycznej oraz zemsty, utrzymane w stylu senekańskim. W 1601 roku w komedii What You Will (Co chcecie) Marston wyśmiał surowego rzymskiego filozofa. Za najlepszą sztukę Marstona uchodzi The Malcontent (Malkontent, 1604). Późniejsza komedia The Dutch Courtesan (Holenderska kurtyzana, 1605) i tragedie The Fawn (Pochlebca, 1606), Sphonisba, Wonder of Women (Sofonisba, cud niewieści, 1606) i The Insatiate Countess (Nienasycona hrabina, 1606) są znacznie słabsze. W 1609 roku Marston przyjął święcenia duchowne i poniechał działalności literackiej.

## Twórczość
Swoje dzieła tworzył w okresie późnego renesansu. Był autorem poematów satyrycznych, tragedii (m.in. Antonia's Revenge 1602) oraz komedii. Za jego najwybitniejszą sztukę uchodzi tragikomedia dworska Malkontent (1604).
- Antonio and Mellida (1599)
- What You Will (Co chcecie, 1601)
- Antonio's Revange (Zemsta Antonia, 1602)
- The Malcontent (Malkontent, 1604)
- Eastward Hoe (Hej na wschódǃ, 1605)
- The Dutch Courtesan (Holenderska kurtyzana, 1605)
- The Fawn (Pochlebca, 1606)
- Sphonisba, Wonder of Women (Sofonisba, cud niewieści, 1606)
- The Insatiate Countess (Nienasycona hrabina, 1606)